# Škoda 935
A Škoda 935 Dynamic négyajtós, ötszemélyes középkategóriás csehszlovák kísérleti személygépkocsi, melyet a Škoda 1935-ben mutatott be. Sorozatban nem gyártották. A restaurált jármű napjainkban is üzemképes. Az autó legfőbb jellemzői az áramvonalas karosszéria és kis szerkezeti tömeg. Az autóban alkalmazott technológiai és konstrukciós újdonságok jelentő hatással voltak kora járműfejlesztéseire.

## Története
A Škoda az 1930-as évektől jelentős erőfeszítéseket tett az autók aerodinamikai tulajdonságainak javításáért. A tervezés során további cél volt a könnyű és jó kezelhetőség, a jobb menetdinamika elérése, valamint a kúszás és a vibráció csökkentése. Ennek a törekvésnek az eredménye a Škoda 935 kísérleti jármű is. További jelentős előrelépés volt a szerkezetitömeg-csökkentés is.
A megjelenésében az 1930-as évek Tatra személygépkocsijaira emlékeztető autót 1935 áprilisában mutatták be a Prágai Autókiállításon. Az autót később a Škoda kutatásra és kísérletezésre használta, majd 1939-ben magángyűjtőhöz került. A járművet 1968-ban a Škoda Múzeum vásárolta meg. 2012-ben kezdődött a restaurálása, amely két évet vett igénybe. A felújított és üzemképes 80 éves járművet először a 2015-ös németországi Bensberg Classic oldtimer találkozón mutatták be.

## Jellemzői
A lapos és íves, hátul erősen elnyúló és szűkülő, karosszéria acélból készült, egyes elemeit (pl. ajtókeretek) azonban fából készítették. A karosszériát préselt acél idomokkal merevítették. A jármű alváza gerincalváz, amely egyúttal üzemanyagtartályként is szolgál. Az alacsony szerkezeti tömeg érdekében több elemét alumíniumból készítették. Ezzel az autó saját tömege mindössze 1170 kg lett. A gerincalvázhoz kapcsolódnak a futómű lengővillái. A nyomtáv elöl 1,25 m, hátul 1,30 m.
A jármű öt személy befogadására alkalmas. Elöl két személy, hátul három személy foglalhat helyet. A csomagtartó a jármű orrában található. A 300 literes csomagtartó alján vízszintesen egy pótkerék helyezkedik el.
A hátsókerék hajtású jármű motorja a farrészben található. Az 1995 cm³ hengerűrtartalmú, benzinüzemű négyhengeres boxermotor 40 kW (55 LE) maximális teljesítmény leadására képes. A henger furata 84 mm, a dugattyú lökete 90 mm. A motor két Zenith típusú karburátorral van felszerelve. A motorhoz egy francia COTAL gyártmányú félautomata, négyfokozatú elektromechanikus váltó csatlakozik. A jármű 140 km/h végsebesség elérésére képes. A hajtás jellegzetessége az igen alacsonyan, a hajtott hátsó tengely alatt elhelyezett motor. A gerincalvázban található üzemanyagtartály kapacitása 40 l.